# Media Vita (vokalensemble)
Media Vita är en vokalensemble i Västsverige, som 2004 blev Sveriges bästa vokalensemble i tävlingen Toner för miljoner. Med vitt skilda musikstilar, och inslag av dans, instrument och textläsningar, gör gruppen tematiska program i framförallt kyrkor om livsfrågor.